# Куренко, Мария Михайловна
Мари́я Миха́йловна Куре́нко (англ. Maria Kurenko, также Куренкова, Куренко-Гонцова; 2 (14) января 1890, Томск — 2 (17) мая 1980, Нью-Йорк) — российско-американская оперная и камерная певица (лирико-колоратурное сопрано).
Родилась в купеческой семье в Томске, где окончила музыкальные классы, в 18 лет уехала в Москву со своим будущим мужем, певцом Федором Гонцовым. Одновременно обучалась на юридическом факультете Московского университета и в Московской консерватории (класс сольного пения Умберто Мазетти), которую окончила в 1913 году с серебряной медалью. Дебют певицы состоялся на сцене Харьковской оперы в партии Антониды («Иван Сусанин» М. И. Глинки). В предреволюционные годы — солистка Киевской оперы, в 1918—1922 гг. солистка Большого театра, затем в сезоне 1922—1923 гг. вновь в Киевской опере. Затем в эмиграции.
В 1924—1926 гг. выступала в Рижской опере. Затем жила преимущественно в США, пела в оперных театрах Чикаго, Лос-Анджелеса, Нью-Йорка, концертировала как камерная певица, в том числе в Европе: в Хельсинки (1924, аккомпанировал Лео Фунтек), Париже (1926), Праге (1932) и др.
Основные партии — Розина («Севильский цирюльник») Дж. Россини, Марфа («Царская невеста»), Снегурочка («Снегурочка») и Волхова («Садко») Римского-Корсакова, Маргарита («Фауст») Ш. Гуно, Джильда («Риголетто») и Виолетта («Травиата») Джузеппе Верди, Филина («Миньон») Амбруаза Тома, Микаэла («Кармен») Жоржа Бизе, Лакме («Лакме») Лео Делиба. В концертах исполняла романсы, в том числе П. И. Чайковского и Ф. Шопена. Среди партнёров можно назвать П. И. Словцова и других певцов. Записывалась на грампластинки вплоть до 1955 года.
Была замужем за Федором Тимофеевичем Гонцовым (1885—1973, Лос-Анджелес), певцом (баритон), профессором Русской консерватории в Париже по классу пения, вторым браком — за Петром Павловичем Третьяковым; сын — Вадим Фёдорович Гонцов, бакалавр Колумбийского университета (1938), в годы Второй мировой войны — офицер связи 83-й дивизии 1-й авиадесантной армии США, 2 июня 1945 года награждён генералом А. В. Горбатовым медалью «За боевые заслуги», в 1960-е годы — артист бродвейских театров.

## Запись

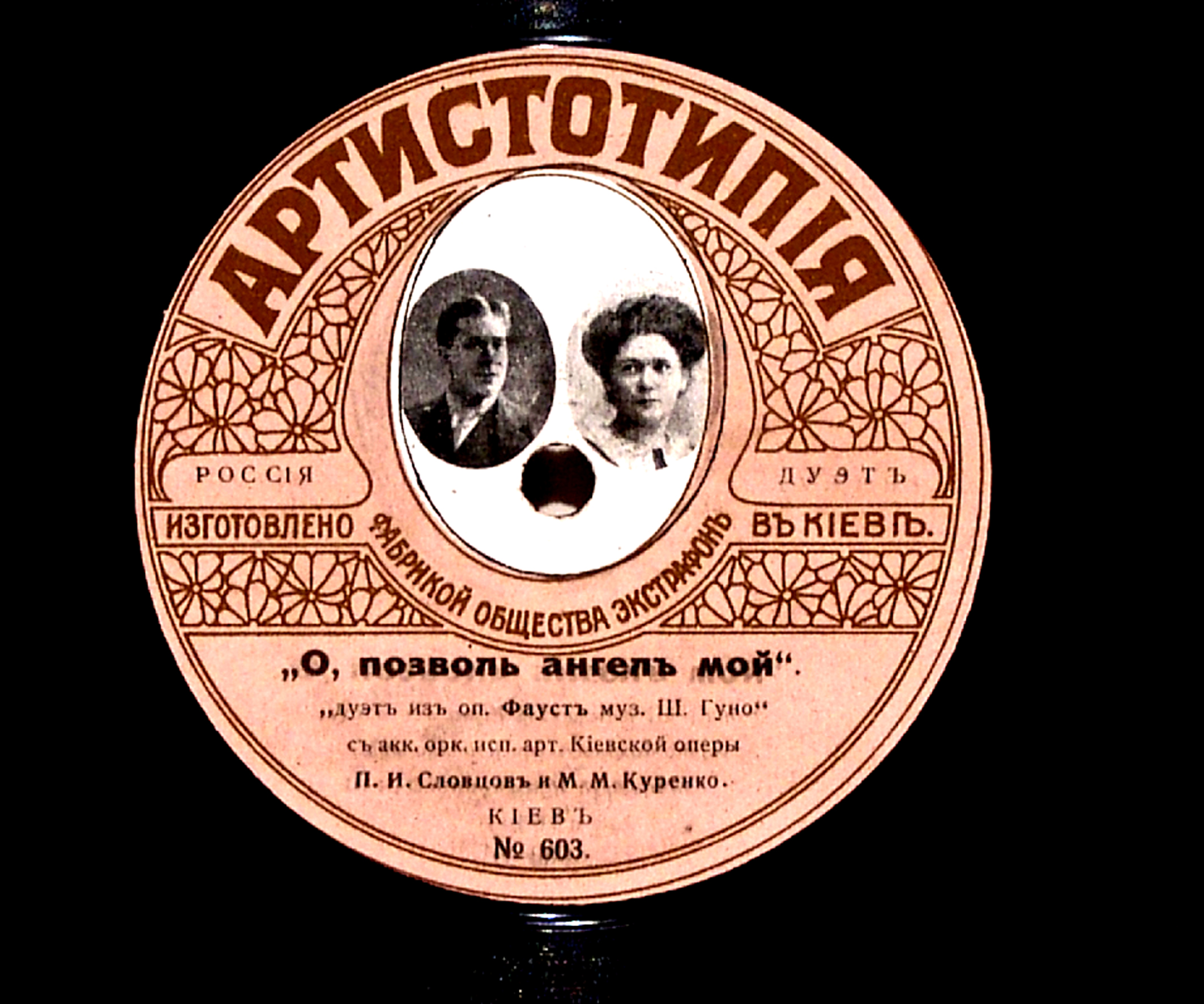
М.М. Куренко и П.И. Словцов

|                                             | - Помощь по воспроизведению |
| Дуэт Виолетты и Альфреда («Травиата»)       |                             |
|                                             |                             |
| Поют Мария Куренко и Пётр Словцов. 1913 год |                             |

## Публикации М. М. Куренко
- О Колыбельной А. Т. Гречанинова // Новое русское слово.— Нью-Йорк, 1949.— 23 октября (№ 13694).— С. 3.
- О песнях для себя // Новое русское слово.— Нью-Йорк, 1942.— 26 февраля (№ 10599).— С. 4.
- Мои дебюты: Заметки оперной певицы // Иллюстрированная Россия.— Париж, 1934.— № 50 (500).— С. 9: портр.
- Штерн М. У Марии Куренко: (Интервью для «Нового русского слова») // Новое русское слово.— Нью-Йорк, 1933.— 7 января (№ 7286).— С. 3.